# Frank Lewis (luchador)
Frank Lewis (Coleman (Texas), Estados Unidos, 6 de diciembre de 1912-16 de agosto de 1998) fue un deportista estadounidense especialista en lucha libre olímpica donde llegó a ser campeón olímpico en Berlín 1936.

## Carrera deportiva
En los Juegos Olímpicos de 1936 celebrados en Berlín ganó la medalla de oro en lucha libre olímpica estilo peso wélter, por delante del sueco Thure Andersson (plata) y del canadiense Joe Schleimer (bronce).